# Keissleriella alpina
Keissleriella alpina är en svampart som tillhör divisionen sporsäcksvampar, och som beskrevs av Sunil Kumar Bose. Keissleriella alpina ingår i släktet Keissleriella, och familjen Massarinaceae. Arten är reproducerande i Sverige.